# Aníta Hinriksdóttir
Aníta Hinriksdóttir (Reykjavík, 13 gennaio 1996) è una mezzofondista islandese, medaglia di bronzo agli Europei indoor 2017 negli 800 metri piani.

## Progressione

### 800 metri piani
| Stagione | Tempo   | Luogo          | Data      | Rank. Mond. |
| -------- | ------- | -------------- | --------- | ----------- |
| 2016     | 2'00"14 | Rio de Janeiro | 17-8-2016 | 37ª         |
| 2015     | 2'01"01 | Pechino        | 26-8-2015 | 59ª         |
| 2014     | 2'01"23 | Zurigo         | 28-8-2014 | 56ª         |
| 2013     | 2'00"49 | Mannheim       | 30-6-2013 | 42ª         |
| 2012     | 2'03"15 | Barcellona     | 11-7-2012 | 170ª        |
| 2011     | 2'08"64 | Copenaghen     | 3-9-2011  | –           |

### 800 metri piani indoor
| Stagione | Tempo   | Luogo     | Data      | Rank. Mond. |
| -------- | ------- | --------- | --------- | ----------- |
| 2017     | 2'01"18 | Reykjavík | 4-2-2017  | 9ª          |
| 2016     | 2'01"59 | Växjö     | 13-2-2016 | 16ª         |
| 2015     | 2'01"56 | Praga     | 6-3-2015  | 4ª          |
| 2014     | 2'01"81 | Reykjavík | 19-1-2014 | 13ª         |
| 2013     | 2'03"27 | Reykjavík | 2-2-2013  | 33ª         |
| 2012     | 2'05"96 | Reykjavík | 21-1-2012 | –           |

## Palmarès
| Anno | Manifestazione                    | Sede           | Evento       | Risultato  | Prestazione | Note                                     |
| ---- | --------------------------------- | -------------- | ------------ | ---------- | ----------- | ---------------------------------------- |
| 2012 | Mondiali juniores                 | Barcellona     | 800 m piani  | 4ª         | 2'03"23     |                                          |
| 2013 | Europei indoor                    | Göteborg       | 800 m piani  | Semifinale | 2'04"72     |                                          |
| 2013 | Giochi dei piccoli stati d'Europa | Lussemburgo    | 400 m piani  | Oro        | 54"29       |                                          |
| 2013 | Giochi dei piccoli stati d'Europa | Lussemburgo    | 800 m piani  | Oro        | 2'04"60     |                                          |
| 2013 | Giochi dei piccoli stati d'Europa | Lussemburgo    | 4×400 m      | Oro        | 3'40"97     |                                          |
| 2013 | Mondiali allievi                  | Donec'k        | 800 m piani  | Oro        | 2'01"13     | Record dei campionati                    |
| 2013 | Europei juniores                  | Rieti          | 800 m piani  | Oro        | 2'01"14     |                                          |
| 2014 | Mondiali indoor                   | Sopot          | 800 m piani  | Batteria   | dq          |                                          |
| 2014 | Mondiali juniores                 | Eugene         | 800 m piani  | Finale     | dnf         | [ 1 ]                                    |
| 2014 | Europei                           | Zurigo         | 800 m piani  | Semifinale | 2'02"45     |                                          |
| 2015 | Europei indoor                    | Praga          | 800 m piani  | 4ª         | 2'02"74     |                                          |
| 2015 | Giochi dei piccoli stati d'Europa | Reykjavík      | 800 m piani  | Argento    | 2'09"10     |                                          |
| 2015 | Giochi dei piccoli stati d'Europa | Reykjavík      | 1500 m piani | Oro        | 4'26"37     |                                          |
| 2015 | Giochi dei piccoli stati d'Europa | Reykjavík      | 4×400 m      | Oro        | 3'44"31     |                                          |
| 2015 | Europei juniores                  | Eskilstuna     | 800 m piani  | Bronzo     | 2'05"04     |                                          |
| 2015 | Mondiali                          | Pechino        | 800 m piani  | Batteria   | 2'01"01     | Miglior prestazione personale stagionale |
| 2016 | Mondiali indoor                   | Portland       | 800 m piani  | 5ª         | 2'02"58     |                                          |
| 2016 | Europei                           | Amsterdam      | 800 m piani  | 8ª         | 2'02"55     |                                          |
| 2016 | Giochi olimpici                   | Rio de Janeiro | 800 m piani  | Batteria   | 2'00"14     | Miglior prestazione personale stagionale |
| 2017 | Europei indoor                    | Belgrado       | 800 m piani  | Bronzo     | 2'01"25     |                                          |
| 2017 | Europei under 23                  | Bydgoszcz      | 800 m piani  | Argento    | 2'05"02     |                                          |
| 2017 | Mondiali                          | Londra         | 800 m piani  | Batteria   | 2'03"45     |                                          |
| 2018 | Mondiali indoor                   | Birmingham     | 1500 m piani | Batteria   | 4'15"73     |                                          |
| 2018 | Europei                           | Berlino        | 800 m piani  | Semifinale | dq          |                                          |

## Campionati nazionali
2010
- Oro ai campionati islandesi, 3000 m piani - 10'45"79
- Oro ai campionati islandesi, 1500 m piani - 4'53"58

2014
- Oro ai campionati islandesi indoor, 800 m piani - 2'02"93
- Argento ai campionati islandesi, 400 m piani - 54"48

2015
- Oro ai campionati islandesi, 800 m piani - 2'05"38
- Argento ai campionati islandesi, 400 m piani - 55"26
- Oro ai campionati islandesi indoor, 800 m piani - 2'01"77
- Oro ai campionati islandesi indoor, 400 m piani - 54"77

2016
- Oro ai campionati islandesi indoor, 800 m piani - 2'03"56
- Oro ai campionati islandesi indoor, 400 m piani - 54"84

## Altre competizioni internazionali
2017
- 11ª alla Korschenbroich City-Lauf ( Korschenbroich), 5 km - 16'40"

## Riconoscimenti
- Atleta europea emergente dell'anno (2013)